# Wilhelm Wien
Wilhelm Carl Werner Otto Fritz Franz Wien (Fischhausen, Prússia, 1864 - Múnic, Alemanya, 1928) fou un físic alemany guardonat amb el Premi Nobel de Física l'any 1911.

## Biografia
Nascut el 13 de gener de 1864 a la ciutat de Fischhausen, actual Polònia, però en aquells moments formant part de Prússia, fou fill de Carl Wien, un gran terratinent que el 1866 es va traslladar a la ciutat de Drachstein, situada a la Prússia oriental. El 1879, ingressà a l'escola de Rastenburg i entre 1880 i 1882 va estudiar a Heidelberg
A partir de 1882 estudià física a la Universitat de Göttingen, Heidelberg i Berlín. Entre 1883 i 1885, va ser ajudant de Hermann Ludwig von Helmholtz a l'Institut Imperial de Física i Tecnologia de Charlottenburg. El 1886, va rebre el doctorat amb una tesi sobre la difracció de la llum sobre els metalls i la influència de diversos metalls sobre el color de la llum refractada. Al llarg de la seva vida, va ser així mateix professor de física a la Universitat de Giessen, de Wurzburg i de Múnic.

## Estudis científics

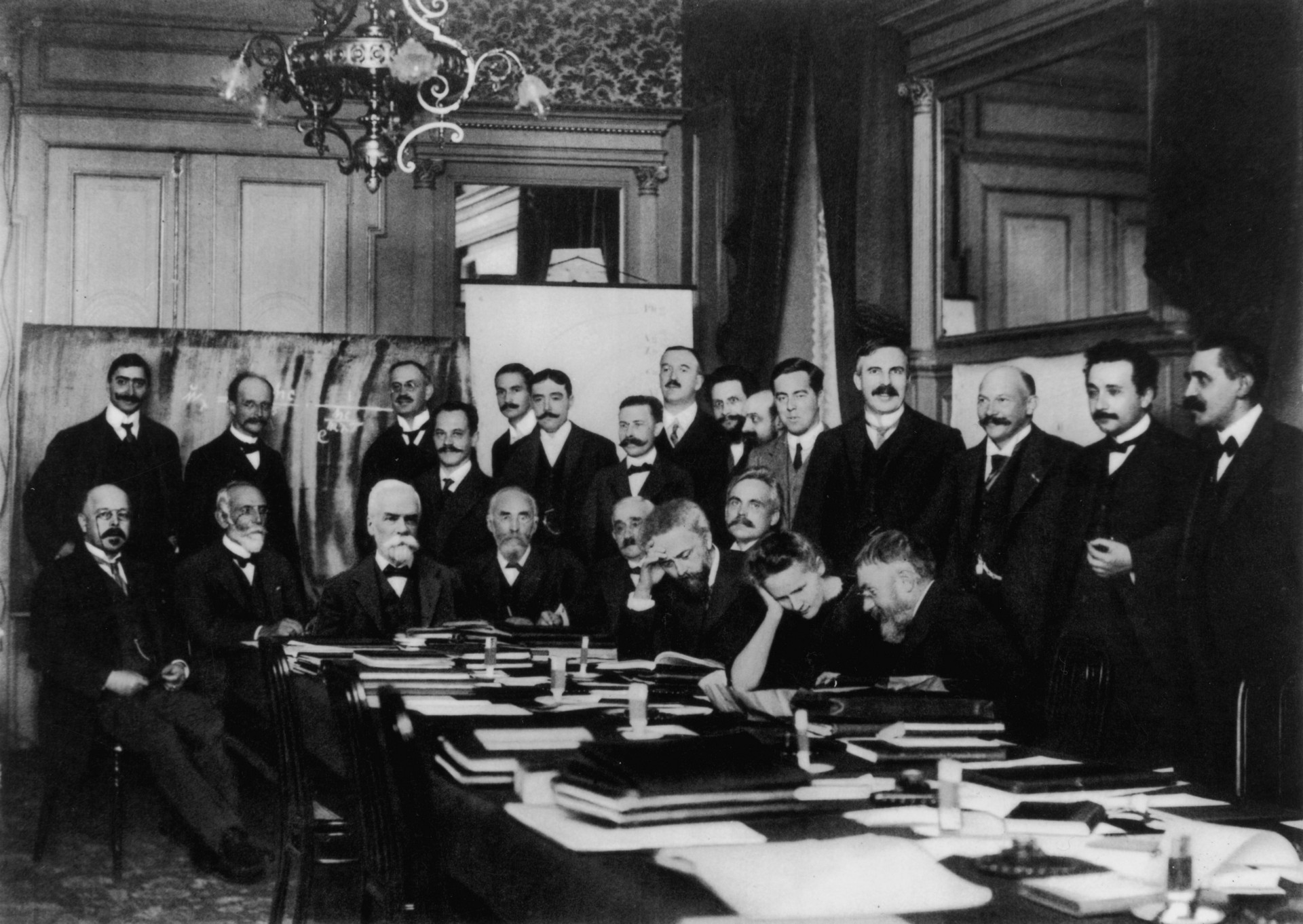
Conferència Solvay de 1911. Wien està situat en primer terme assegut traient el cap per darrere de Jean Baptiste Perrin i Marie Curie

Els seus treballs d'investigació es van ocupar de diversos camps de la física, com la hidrodinàmica, les descàrregues elèctriques a través de gasos enrarits, l'estudi dels raigs catòdics i l'acció de camps elèctrics i magnètics sobre aquests. El 1893, va assolir combinar la formulació de Maxwell amb les lleis de la termodinàmica per tractar d'explicar l'emissivitat de l'anomenat cos negre, investigació que va cristal·litzar en l'enunciat d'una de les lleis de la radiació i que duu el seu nom en el seu honor (llei de Wien).
Va investigar també en el camp de les radiacions, i fonamentà les bases de la teoria quàntica, així com de camps com l'òptica i els raigs X.
El 1911, fou guardonat amb el Premi Nobel de Física per la formulació de la llei de radiació de la calor.
Wien es morí el 30 d'agost de 1928 a la ciutat alemanya de Múnic.

## Reconeixements
En honor seu, s'anomenà el cràter Wien de Mart.